# سیارک ۱۳۲۲۱
سیارک ۱۳۲۲۱ (به انگلیسی: 13221 Nao، نامگذاری:1997OY) سیزده هزار و دویست و بیست و یکمین سیارک کشف شده‌است که در ۲۴ ژوئیه ۱۹۹۷ کشف شد.
قدر مطلق سیارک برابر ۱۳٫۷۰ است.